# 磯野富士子
磯野 富士子（いその ふじこ、1918年3月24日 - 2008年1月5日）は、日本のモンゴル研究家、翻訳家。

## 来歴
広島県生まれ。日本女子大学附属高等女学校卒業。日本女子大学校英文科卒業。磯野誠一と結婚、1943年誠一とともにモンゴルに行き、西北研究所の所員となる。
戦後帰国、『冬のモンゴル』を刊行。1961年「再び主婦労働について」を発表し、第二次主婦論争の口火を切る。
1966年『オルドス口碑集』の翻訳を出版、パリのラティモア-モンゴル学研究所主任研究員となる。

## 係累
父は海軍技術少将穂積律之助、伯父に東大教授穂積重遠と叔父に京城電気取締役穂積真六郎。祖父東大教授穂積陳重、祖母歌子は渋沢栄一の長女であり、父の律之助は栄一の2番目の孫であった

## 著書
- 『冬のモンゴル』（北隆館） 1949年、のち中公文庫 1986年
- 『家族制度 - 淳風美俗を中心として』（磯野誠一共著、岩波新書） 1958年
- 『家族のなかの人間』（筑摩書房） 1962年
- 『よい子よい親の条件』（明治図書出版、シリーズ・現代家庭教育新書） 1964年
- 『モンゴル革命』（中公新書） 1974年
- 『いつのまにか英語でしゃべれた わたしの十戒』（中教出版） 1985年

## 翻訳
- 『木蔭の家』（オルコット、中央公論社） 1949年
- 『若草物語 第3部』（オルコット、法政大学出版局） 1950年
- 『オルドス口碑集 モンゴルの民間伝承』（A・モスタールト、平凡社東洋文庫） 1966年
- 『モンゴル 遊牧民と人民委員』（オウエン・ラティモア、岩波書店） 1966年、復刊 1985年
- 『ハーバート・ノーマン全集 第1巻』（大窪愿二編訳、岩波書店） 1989年 - 増補版担当
- 『中国と私』（ラティモア、編訳、みすず書房） 1992年